# Pattern Recognition
Pattern Recognition é um livro de ficção científica escrita por William Gibson em publicado em 2003. É o primeiro livro escrito por Gibson que se passa em época atual, entre agosto e setembro de 2002.